# Pseuderythrolophus idmon
Pseuderythrolophus idmon là một loài bướm đêm trong họ Geometridae.